# Ozero Okunino (sjö i Belarus)
Ozero Okunino (ryska: Озеро Окунино) är en sjö i Belarus.   Den ligger i voblasten Brests voblast, i den sydvästra delen av landet, 260 km sydväst om huvudstaden Minsk. Ozero Okunino ligger 141 meter över havet. Arean är 0,14 kvadratkilometer. Den sträcker sig 0,9 kilometer i nord-sydlig riktning, och 0,3 kilometer i öst-västlig riktning.
I omgivningarna runt Ozero Okunino växer i huvudsak blandskog. Runt Ozero Okunino är det ganska glesbefolkat, med 25 invånare per kvadratkilometer.